# 塞斯塔斯
塞斯塔斯（法語：Cestas，法語發音：[sɛstas] ⓘ）是法国新阿基坦大区吉伦特省的一个市镇，属于波尔多区。塞斯塔斯有池塘和森林，森林中主要是松树和蕨类植物；有历史悠久的教堂，内有许多雕塑。

## 地理
塞斯塔斯（44°44'40"N, 0°40'56"W）面积99.57 平方千米，位于法国新阿基坦大区吉倫特省，该省份为法国西南部沿海省份，是法國本土面积最大的省，北起滨海夏朗德省，西临大西洋，南至朗德省，东南接洛特-加龍省，东临多爾多涅省。
与塞斯塔斯接壤的市镇（或旧市镇、城区）包括：佩薩克、勒巴尔普、卡内让、莱奥尼昂、米奥斯、圣让迪亚克、索卡茨、马舍普里姆、欧当日。

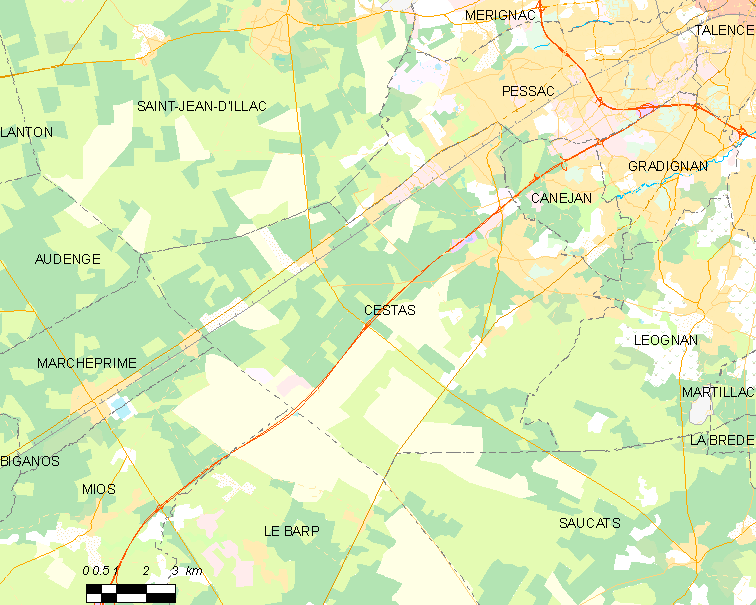
塞斯塔斯的OSM定位图

塞斯塔斯的时区为UTC+01:00、UTC+02:00（夏令时）。

## 行政
塞斯塔斯的邮政编码为33610，INSEE市镇编码为33122。

## 政治
塞斯塔斯所属的省级选区为佩萨克第一县。

## 人口

1962-2008年间塞斯塔斯人口变化图示

塞斯塔斯于2022年1月1日时的人口数量为16757人。

## 图集

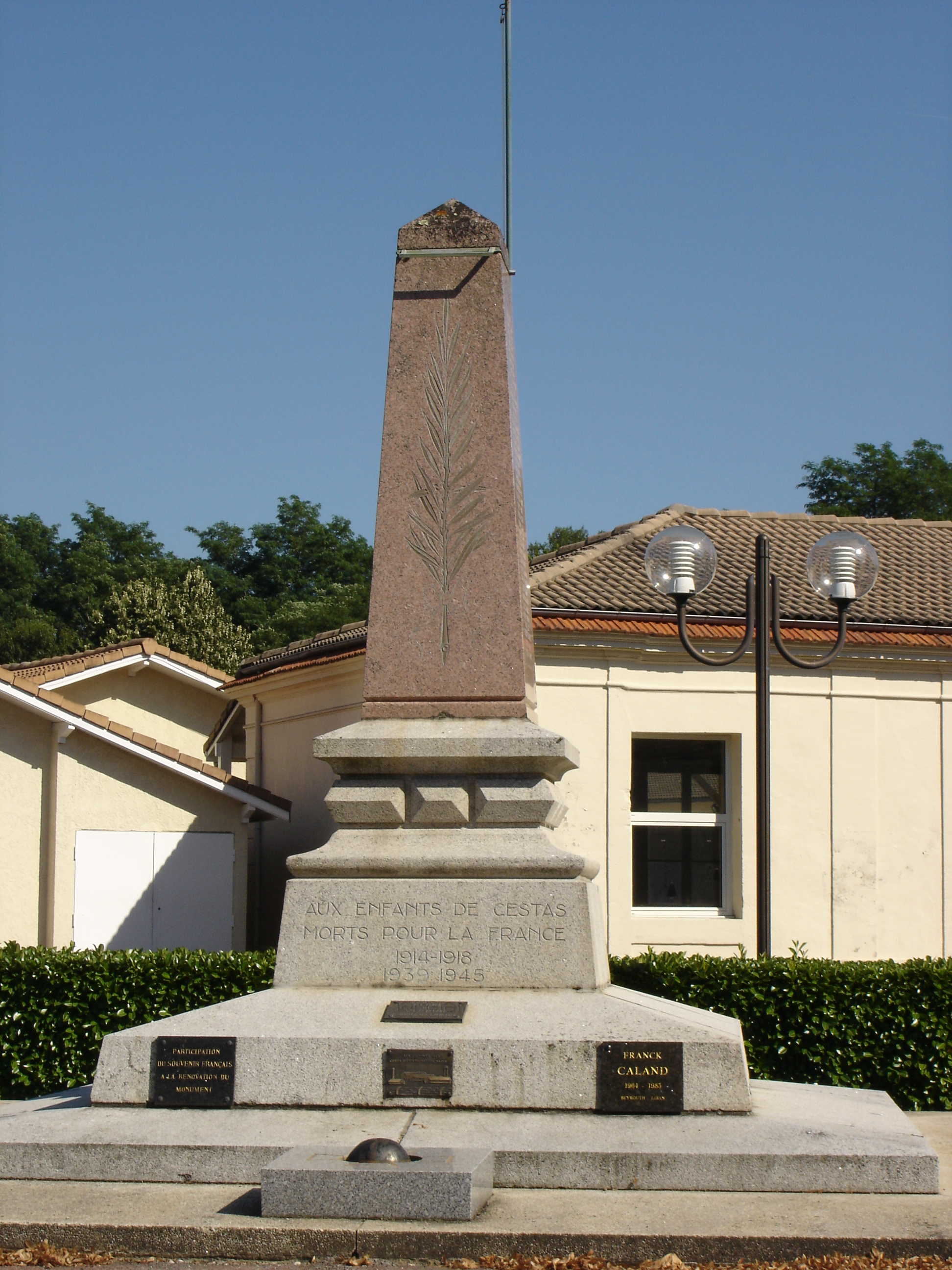
战争纪念碑
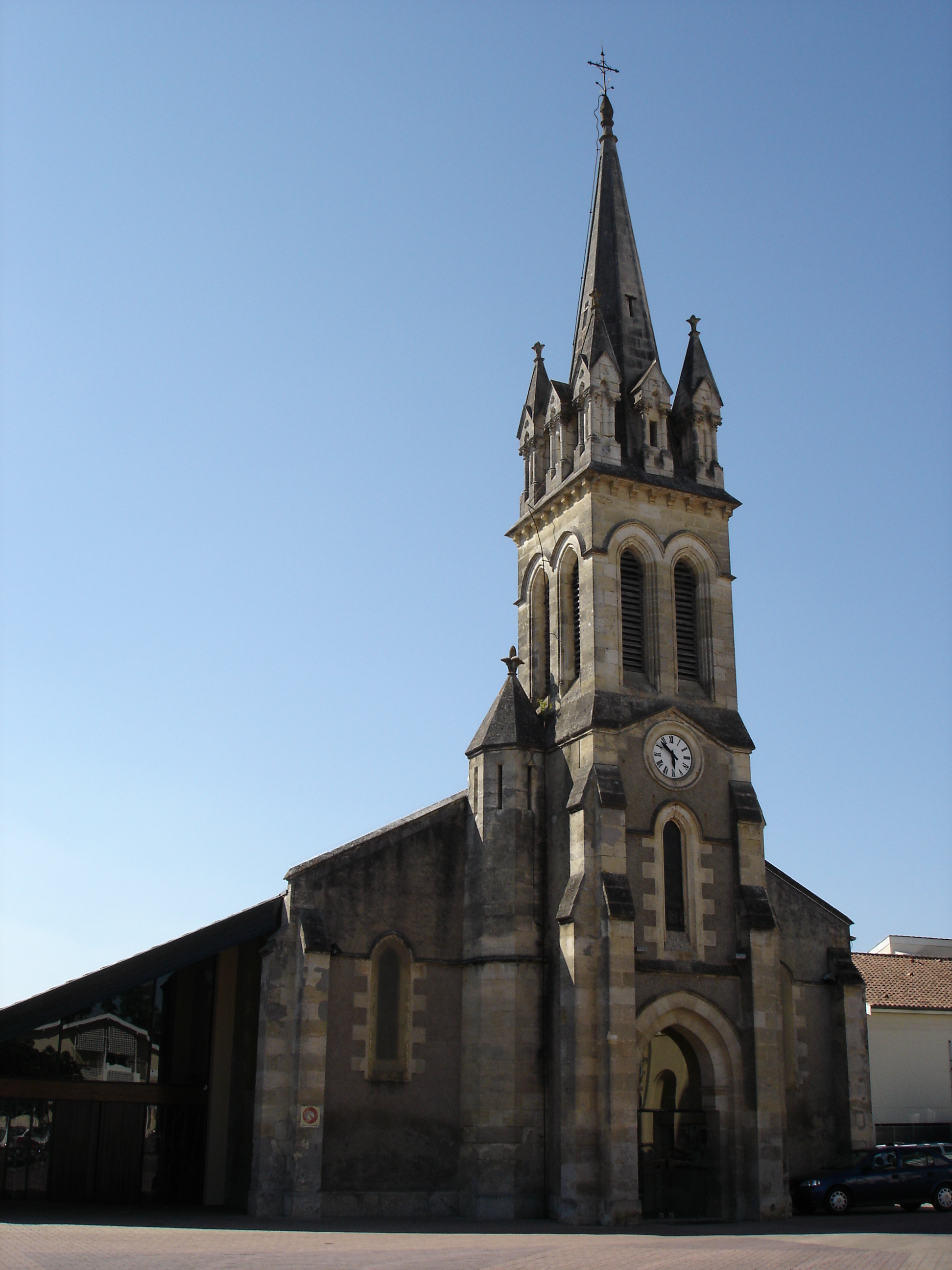
教堂外景
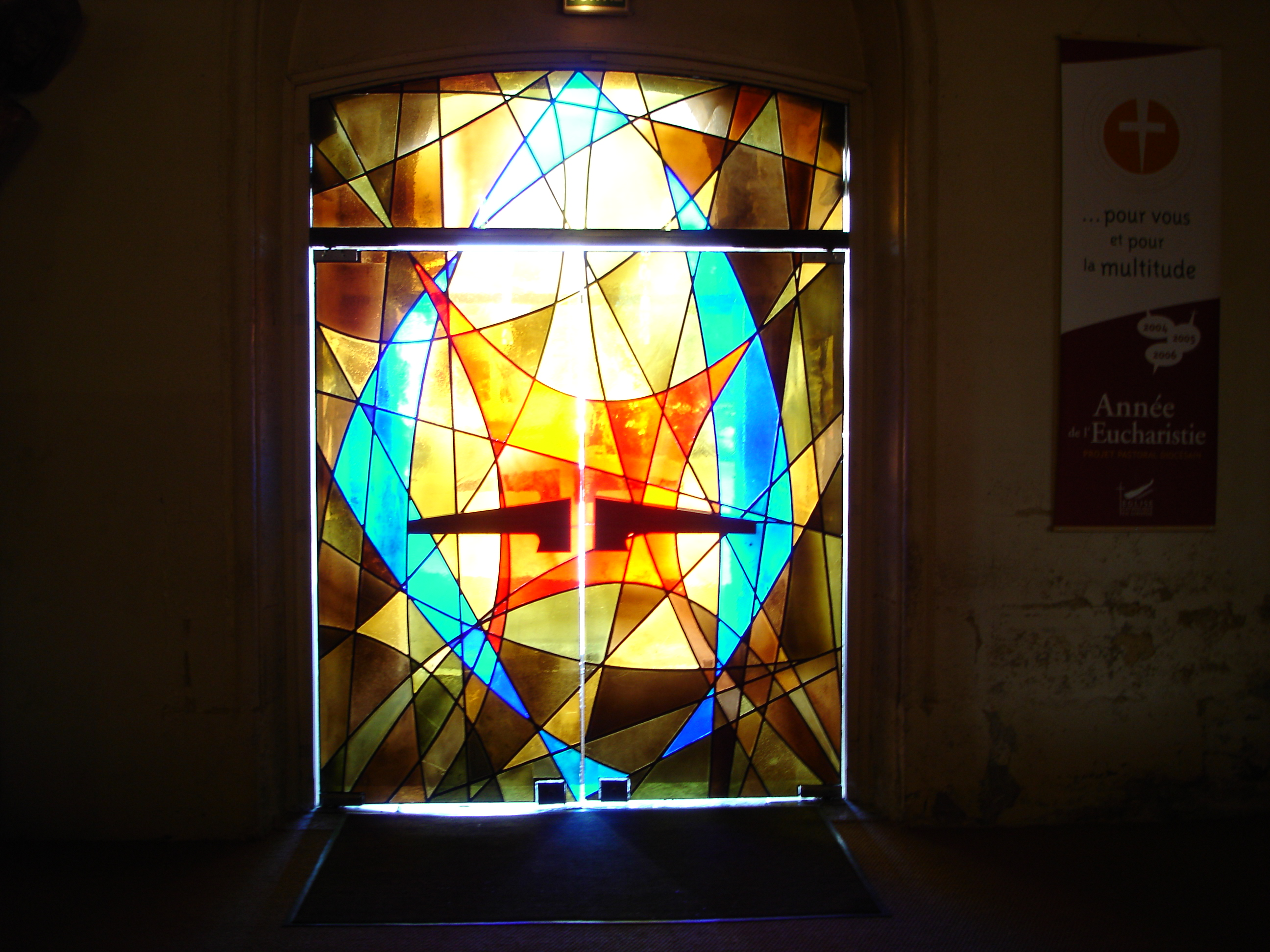
入口彩色玻璃
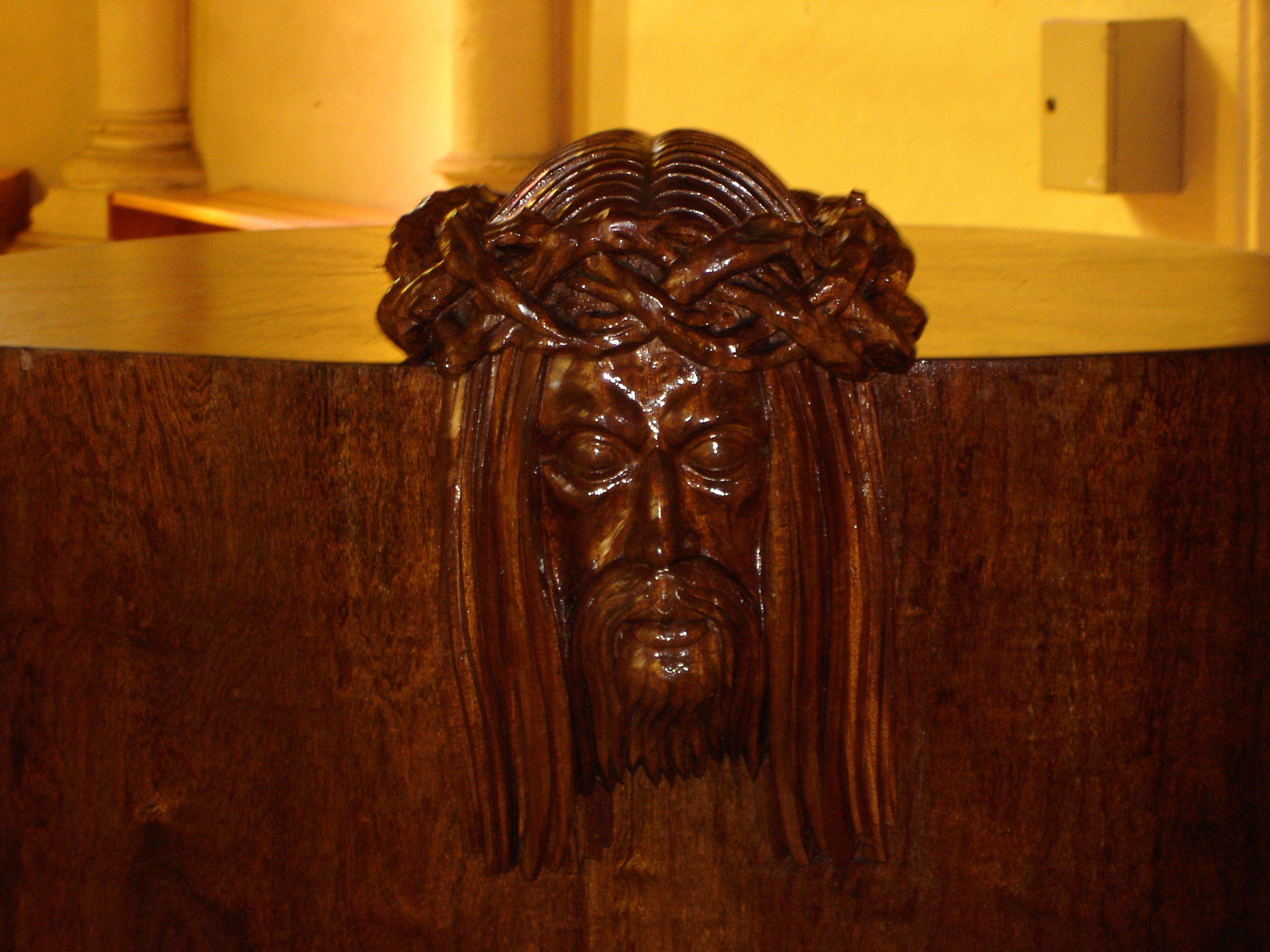
祭坛
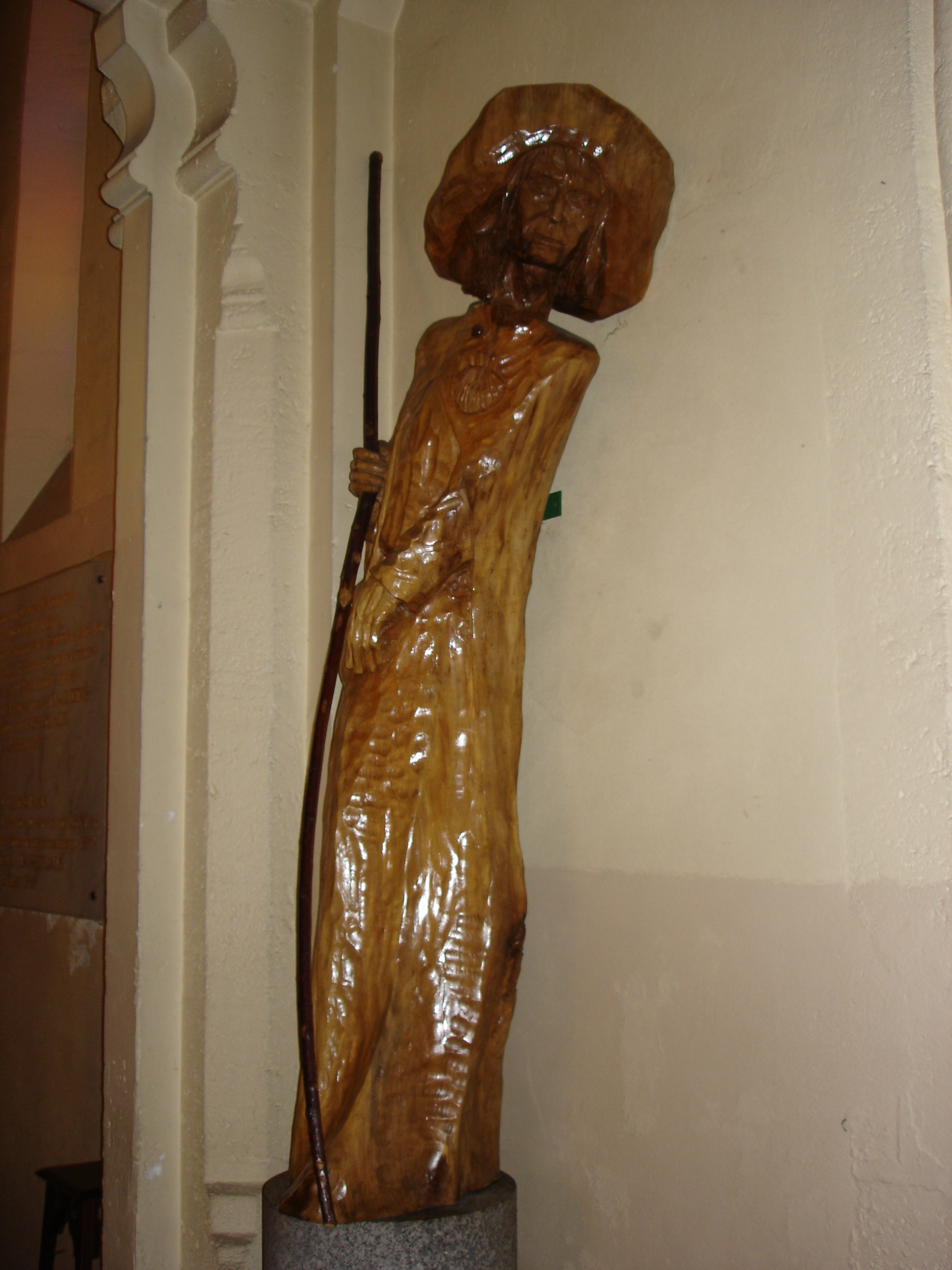
教堂内的雕塑